# Ambiente inteligente
Ambientes inteligentes são espaços com  sistemas embarcados e tecnologias da informação e comunicação que criam ambientes interativos que trazem a computação para o mundo físico. Segundo Steventon e Wright , os "ambientes inteligentes são ambientes nos quais a computação é usada para imperceptivelmente melhorar as atividades comuns. Uma das forças motrizes do interesse emergente nos ambientes altamente interativos é tornar os computadores não apenas verdadeiramente amigáveis ao usuário, mas sim essencialmente invisíveis para ele" .